# Sergej Boebka (tennisser)
Sergej Sergijevitsj Boebka (Oekraïens: Сергій Сергійович Бубка) (Donetsk, 10 februari 1987) is een tennisspeler uit Oekraïne. Hij is de zoon van voormalig polsstokhoogspringer Sergej Boebka.
Boebka heeft nog geen ATP-toernooi in het enkel- of dubbelspel gewonnen. Hij heeft wel het challengertoernooi van Kyoto op zijn naam staan. Op de US Open in 2011 maakte Boebka zijn debuut op een grandslamtoernooi.
Op 31 oktober 2012 raakte Boebka jr. ernstig gewond, toen hij in Parijs uit een hotelraam viel.

## Prestatietabel grand slam, enkelspel
| Legenda | Legenda                          |
| ------- | -------------------------------- |
| g.t.    | geen toernooi gehouden           |
| l.c.    | lagere categorie                 |
| –       | niet deelgenomen                 |
| G       | uitgeschakeld in de groepsfase   |
| 1R      | uitgeschakeld in de eerste ronde |
| 2R      | uitgeschakeld in de tweede ronde |
| 3R      | uitgeschakeld in de derde ronde  |
| 4R      | uitgeschakeld in de vierde ronde |
| KF      | uitgeschakeld in de kwartfinale  |
| HF      | uitgeschakeld in de halve finale |
| F       | de finale verloren               |
| W       | het toernooi gewonnen            |
| w-v     | winst/verlies-balans             |

| Toernooi        | 2011 |
| --------------- | ---- |
| Australian Open | –    |
| Roland Garros   | –    |
| Wimbledon       | –    |
| US Open         | 2R   |